# Bruce Timm
 (janvier 2020).
Si vous disposez d'ouvrages ou d'articles de référence ou si vous connaissez des sites web de qualité traitant du thème abordé ici, merci de compléter l'article en donnant les références utiles à sa vérifiabilité et en les liant à la section « Notes et références ».
Bruce Walter Timm, né le 8 février 1961, est un créateur américain de dessins animés spécialisé dans les super-héros. Il a également réalisé quelques comics comme scénariste ou dessinateur. Il est notamment connu pour avoir cocréé avec Paul Dini la série télévisée d'animation à succès Batman en 1992.
En 2016, Bruce Timm a été l'invité du Paris Comics Expo.

## Jeunesse
Né dans l'Oklahoma, Bruce Timm a grandi dans l'Ohio puis en Californie où il recopiait aux crayolas des dessins de super-héros, en particulier Batman. Un ami de son quartier lui a confié une collection de comics, l'équivalent de deux ans de bandes dessinées de DC et Marvel du début des années 1970, ce qui a véritablement confirmé sa passion pour le média mais surtout un intérêt pour les styles des différents auteurs.
Chargé de dessiner des illustrations pour l'annuaire du lycée par son professeur de céramique, il se destine à une carrière de dessinateur de BD. L'Art Center College of Design, la plus proche école d'art, étant éloignée (Pasadena) et coûteuse, il ne suit pas d'étude artistique et quitte l'université après une année.
Il travaille alors chez Kmart et tente d'intégrer les studios Filmation, ce qu'il ne réussira qu'après un an, à sa seconde tentative.

## Dessins animés
Bruce Timm a commencé sa carrière dans l'animation chez Filmation en 1981 où il travaillera quatre ans en tant que layout artist et character designer pour la série animée Blackstar puis plus tard Les Maîtres de l'univers et She-Ra, la princesse du pouvoir. 
Il subit la grève de l'animation en 1982 et doit retourner travailler chez Kmart, puis enchaîne différents contrats en indépendant, travaillant avec Don Blutch, Marvel et (GI Joe), Bakshi et Filmation. Il y travaille en tant qu'illustrateur de décors sur la série Les Maîtres de l'univers en 1983. 
À la suite d'un appel de Bob Camp, qui travaillait sur un projet de série animée sur Batman, il est ensuite engagé comme dessinateur de storyboards chez Warner où il travaille pendant un an sur la série Les Tiny Toons. 
En 1991, il présente des dessins de Batman à Jean MacCurdy, espérant un poste de principal designer, mais celle-ci lui demande de produire la série avec Eric Radomski. 
Il propose alors un épisode-pilote mettant en scène Batman, qui donne naissance à la série télévisée éponyme, à une sortie cinéma du premier long-métrage (Batman contre le Fantôme Masqué), et à d'autres séries — Superman, l'Ange de Metropolis, Batman, la relève, La Ligue des justiciers —, toutes situées dans le même univers (le DC Animated Universe, aussi appelé « Timmverse », en référence à Bruce Timm, malgré l'influence considérable de Paul Dini et de nombreux autres artistes). 
On doit à Bruce Timm le design « carré » bien connu des personnages de ces séries animées, sur lesquelles il s'illustre notamment comme character designer, storyboardeur, scénariste et réalisateur. Il est aussi le créateur de Harley Quinn, la compagne du Joker (avec le scénariste Paul Dini), et de Terry McGinnis, le Batman de la série Batman, la relève. Ces deux nouveaux personnages ont ensuite été intégrés à la continuité de l'univers DC.
Bruce Timm a aussi participé à la production de la série Teen Titans : Les Jeunes Titans, qui ne prend pas place dans cet univers et dont le design signé Glen Murakami est sensiblement différent.
Il a ensuite été impliqué principalement en tant que producteur aux projets d'animation de DC, notamment de la totalité des films de la collection DC Universe et aussi de la série d'animation Green Lantern. En mars 2013, parallèlement à l'annulation de cette dernière série dès la première saison, Bruce Timm annonce quitter son poste de producteur chez DC Animated.
Il continue toutefois à intervenir comme producteur, character designer, ou scénariste dans différentes séries (Justice League: Gods and Monsters Chronicles,...), et films d'animation (Batman: Gotham by Gaslight, Batman et Harley Quinn,...).
En 2021 est annoncé le projet Batman: Caped Crusader, suite spirituelle de la série Batman de 1992, chapeautée par Bruce Timm et à laquelle participeront Matt Reeves, J.J. Abrams, James Tucker, ainsi que Ed Brubaker au scénario.

## Comics
Bruce Timm a illustré plusieurs minicomics Mattel de la gamme de jouets Les Maîtres de l'univers en 1984, en 1985 et 1986 (Grizzlor: The Legend Comes Alive!, King of the Snake Men, Snake Attack, Revenge of the Snake Men!). Il a aussi illustré le livre The Power of the Evil Horde accompagné d'un disque 45 tours en 1985. 
Parallèlement à la production des séries du DCAU, Bruce Timm est impliqué dans les bandes dessinées dérivées de cet univers (principalement pour les annuals) : il y réalise notamment, avec Paul Dini, le hors-série de Batman Adventures intitulé Mad Love, qui raconte la rencontre entre Le Joker et Harley Quinn. Cette histoire sera récompensée d'un Eisner Award et fera l'objet d'une adaptation animée.
Il est sollicité par Mark Chiarello pour dessiner une histoire du Batman: Black and White, et devait contribue à la série romantique Heart Throbes, mais le rendu trop violent est finalement publié dans Flinch.
Pour d'autres éditeurs, il a également travaillé sur les Avengers, les Quatre Fantastiques, Captain America et Vampirella.
Bruce Timm a été très influencé par les artistes Jack Kirby, Harvey Kurtzman, John Buscema, Wally Wood ou encore Alex Toth, dont il a fortement étudié les dessins réalisés pour Hanna-Barbera lors de la création de la série animée Batman. Les adaptations de la série ont vu intervenir des artistes qui l'ont également beaucoup inspiré, comme Ty Templeton, Rich Burchett et Mike Parobeck. 
Il est aussi populaire comme artiste de couverture et pour ses pin-ups, alors même qu'il éprouvait initialement des difficultés à dessiner les personnages féminins, et n'a réussi à adapter son style que grâce à l'intervention de Lynne Naylor (en), character designer sur la série animée Batman. Ses dessins érotiques ont fait l'objet d'un recueil complet, Naughty and Nice: The Good Girl Art of Bruce Timm, préfacé par Jim Steranko — une autre de ses influences majeures — qui lui rend hommage en comparant son impact à celui de Tex Avery ou Walt Disney.

## Récompenses
En 1994, Bruce Timm et Paul Dini gagnèrent le prix Eisner du meilleur one-shot et le Prix Harvey de la meilleure histoire pour The Batman Adventures: Mad Love.
Il gagna le même Eisner l'année suivante, pour Batman Adventures Holiday Special, avec Paul Dini, Ronnie del Carmen et d'autres artistes. En 1995, ils reçoivent également le prix Haxtur de la meilleure histoire courte pour The Batman Adventures : Mad Love.
En 2004, avec Paul Dini, il gagne le prix Eisner du meilleur recueil le TPB Dangerous Dames and Demons.
En 2009 (la même année que Tim Burton), il reçoit le prestigieux prix Winsor McCay qui récompense une importante carrière dans l'animation.
En 2013, il reçoit un prix Inkpot.
Son influence sur le monde de l'animation et des comics est suffisamment importante pour être l'objet d'un numéro de la collection Modern Masters, publié en France aux éditions Akileos sous le titre Les Grands Noms de la BD Américaine : Bruce Timm, ensuite réédité par Urban Comics.

## Œuvres
- 1981 : Masters of the Universe minicomic avec Mark Texeira
- 1992 : Batman (série animée) avec Paul Dini
- 1996 : Adventures of The Mask (Dark Horse Comics)
- 2004
  - Astro City - A Visitor's Guide (Wildstorm)
  - Batman: Harley and Ivy (DC Comics)
  - Modern Masters: Bruce Timm (publié en France aux éditions Akileos puis réédité par Urban Comics)
- 2006 : Rough Stuff # 1 - Celebrating the ART of Creating Comics! (back issue)
- 2007 : Le Spirit (DC Comics) - couverture des n°15, 16 et 22 de la série démarrée en 2007 par Darwyn Cooke
- 2012
  - Naughty and Nice: The Good Girl Art of Bruce Timm
  - Before Watchmen: Silk Spectre #4 (variant cover)[19]

## Filmographie
- 1984 : G.I. Joe: The Revenge of Cobra (designer)
- 1987 : Mighty Mouse: The New Adventures
- 1988 : SOS Fantômes (The Real Ghost Busters)
- 1988 : Beany and Cecil
- 1990 : Tiny Toon Adventures
- 1992 : Batman (série télévisée d'animation, 1992)
- 1993 : Batman contre le fantôme masqué
- 1995 : Animaniacs
- 1996 : Superman, l'Ange de Metropolis (série télévisée d'animation, 1996)
- 1999 : Batman, la relève
- 1999 : Bryson le Chef
- 2000 : Batman, la relève : Le Retour du Joker
- 2003 : Teen Titans : Les Jeunes Titans
- 2003 : La Ligue des justiciers
- 2007 : Superman : Le Crépuscule d'un dieu
- 2008 : Batman : Contes de Gotham
- 2008 : Batman : L'Alliance des héros
- 2008 : La Ligue des justiciers : Nouvelle Frontière
- 2009 : Wonder Woman
- 2009 : Superman/Batman : Ennemis publics
- 2009 : Green Lantern : Le Complot
- 2010 : Superman/Batman : Apocalypse
- 2010 : Batman et Red Hood : Sous le masque rouge
- 2010 : La Ligue des justiciers : Conflit sur les deux Terres
- 2011 : Green Lantern
- 2011 : Batman: Year One
- 2011 : Green Lantern : Les Chevaliers de l'Émeraude
- 2011 : All Star Superman
- 2012 : Superman contre l'Élite
- 2012 : La Ligue des justiciers : Échec
- 2016 : Batman: The Killing Joke
- 2017 : Batman et Harley Quinn
- 2024 : Batman, le justicier masqué